# Wahrlich, wahrlich, ich sage euch
Wahrlich, wahrlich, ich sage euch (Vraiment, vraiment je vous le dis), (BWV 86), est une cantate de Johann Sebastian Bach composée à Leipzig pour les Rogations, le cinquième dimanche après Pâques et jouée le 14 mai 1724 pour la première fois. Pour cette destination liturgique, une autre cantate a franchi le seuil de la postérité : la BWV 87.

## Histoire
Les lectures prescrites pour le dimanche étaient Jacques 1:22-27 et Jean 16:23-30, à partir du discours d'adieu de Jésus. L'Évangile contient la promesse de Jésus: « En vérité, en vérité, je vous le dis, quoi que vous demandiez au Père en mon nom, il vous le donnera » qu'un librettiste inconnu choisit pour la première partie de la cantate. Pour le 3e mouvement, il choisit la seizième strophe du choral Kommt her zu mir, spricht Gottes Sohn (1530) de Georg Grünwald et la onzième strophe de Es ist das Heil uns kommen her de Paul Speratus pour le chœur final (1524). Le poète traite  la question de savoir comment concilier la promesse avec l'expérience de la vie. Dans le 2e mouvement, il recourt à l'image d'une rose avec des épines pour illustrer des aspects contradictoires. Dans les 3e et 4e mouvements, il renforce la promesse qui doit cependant être comprise dans le contexte de l'époque. Le 5e mouvement est consacré à l'attente de l'accomplissement de la promesse et le chœur final confirme que Dieu connaît le vrai Temps. La structure des six mouvements - une citation de l'Évangile au début, les chœurs des mouvements 3 et 6, la séquence de récitatifs et d'arias - est similaire au choral Wo gehets du hin? dirigé pour la première fois une semaine auparavant.

## Structure et instrumentation
La cantate est composée pour trois solistes, ténor, alto et basse, un chœur à quatre voix, deux hautbois d'amour, deux violons, alto et basse continue. Le cantus firmus du 3e mouvement est souvent repris par la soprano du chœur.
1. arioso : Wahrlich, wahrlich, ich sage euch
2. aria (alto) : Ich will doch wohl Rosen brechen
3. (soprano) : Und was der ewig gütig Gott
4. récitatif (ténor) : Gott macht es nicht gleichwie die Welt
5. aria (ténor) : Gott hilft gewiß
6. chœur : Die Hoffnung wart' der rechten Zeit

## Musique
Bach assigne la citation de la Bible à la basse en tant que Vox Christi. Les cordes renforcées par les hautbois, introduisent les motifs qui sont ensuite repris par le chant. La basse répète trois fois le texte -assez long- tandis que les instruments continuent à jouer les mêmes motifs.
Dans le deuxième mouvement l'alto est accompagné par les cordes ainsi que d'un violon obligé dont les variations virtuoses peuvent illustrer la lumière céleste promise comme accomplissement final. Dans le troisième mouvement, la soprano chante le cantus firmus du choral en notes longues sans fioritures, inséré dans un trio de deux hautbois d'amour et continuo. Dans le cinquième mouvement, la dernière aria, le violon introduit un motif de cinq notes que le ténor reprend aux mots Gott hilft gewiß. Le motif est répété par le violon, comme si la promesse était renforcée. Le chœur final est chanté à quatre voix.